# 快傑ヤンチャ丸3 対決!ゾウリンゲン
『快傑ヤンチャ丸3 対決!ゾウリンゲン』は1993年3月30日にアイレムが発売したファミリーコンピュータ用ソフト。ジャンルはアクションゲーム。

## 概要
『快傑ヤンチャ丸』（1986年）シリーズ最終作。今作は前作までの武器であった回転剣による接近戦がメインだった旧作に対し、棒術を駆使した戦いが特徴で、アクションがより多彩化した。また、今作ではステージ数は7。今回もヤンチャ丸は、外見が変わっている。

## 評価
ゲーム誌『ファミコン通信』の「クロスレビュー」では、6・4・6・4の合計20点（満40点）、『ファミリーコンピュータMagazine』の読者投票による「ゲーム通信簿」での評価は以下の通りとなっており、17.5点（満30点）となっている。
| 項目 | キャラクタ | 音楽 | お買得度 | 操作性 | 熱中度 | オリジナリティ | 総合 |
| 得点 | 3.1        | 2.9  | 2.8      | 2.9    | 2.8    | 3.1            | 17.5 |